# Chaîne de l'Estaque
 (novembre 2016).
Si vous disposez d'ouvrages ou d'articles de référence ou si vous connaissez des sites web de qualité traitant du thème abordé ici, merci de compléter l'article en donnant les références utiles à sa vérifiabilité et en les liant à la section « Notes et références ».
La chaîne de l'Estaque ou chaîne de la Nerthe est un massif de collines de calcaire blanc dans le département français des Bouches-du-Rhône long de 28 kilomètres environ qui s'étend de L'Estaque jusqu'à Martigues.
Elle est le berceau d'une race de chèvre aux cornes originales et imposantes, la chèvre du Rove, qui donne le fromage éponyme, la brousse du Rove.

## Toponymie
La chaîne tire son nom du quartier de L'Estaque au nord de Marseille et du hameau de La Nerthe, du mot provençal nerto qui signifie « myrte », arbrisseau à baies dont le massif était couvert.
Elle est parfois appelée chaîne du Rove du nom d'une de ses communes centrales.

## Géographie
La chaîne traverse les communes de Marseille, Les Pennes-Mirabeau, Gignac-la-Nerthe, Le Rove, Ensuès-la-Redonne, Carry-le-Rouet, Sausset-les-Pins, Châteauneuf-les-Martigues, Martigues et Port-de-Bouc.
Elle culmine à 287 m, à l'extrêmité orientale du massif. Elle forme une sorte d'isthme de 8 kilomètres de large environ entre la mer Méditerranée au sud et l'étang de Berre au nord.
La façade maritime de la chaîne de l'Estaque forme la côte Bleue aux rivages escarpés et découpés en profondes calanques. La ligne ferroviaire de Miramas à l'Estaque longe la côte accrochée au flanc du massif. La chaîne de l'Estaque abrite également plusieurs carrières de calcaire gris dont deux sont exploitées pour la fabrication de la chaux (Chaux de la Tour à Ensues, Chaux de Provence à la Mède), les autres pour le tout venant et les granulats et autres produits carriers (Lafarge).
Le massif est traversé par deux tunnels ferroviaires : le tunnel de la Nerthe sur la ligne de Paris-Lyon à Marseille-Saint-Charles et le tunnel des Pennes-Mirabeau sur la LGV Méditerranée. Le canal de Marseille au Rhône traversait également le massif par le tunnel du Rove, jusqu'à un effondrement dans une section de roche plus fragile.

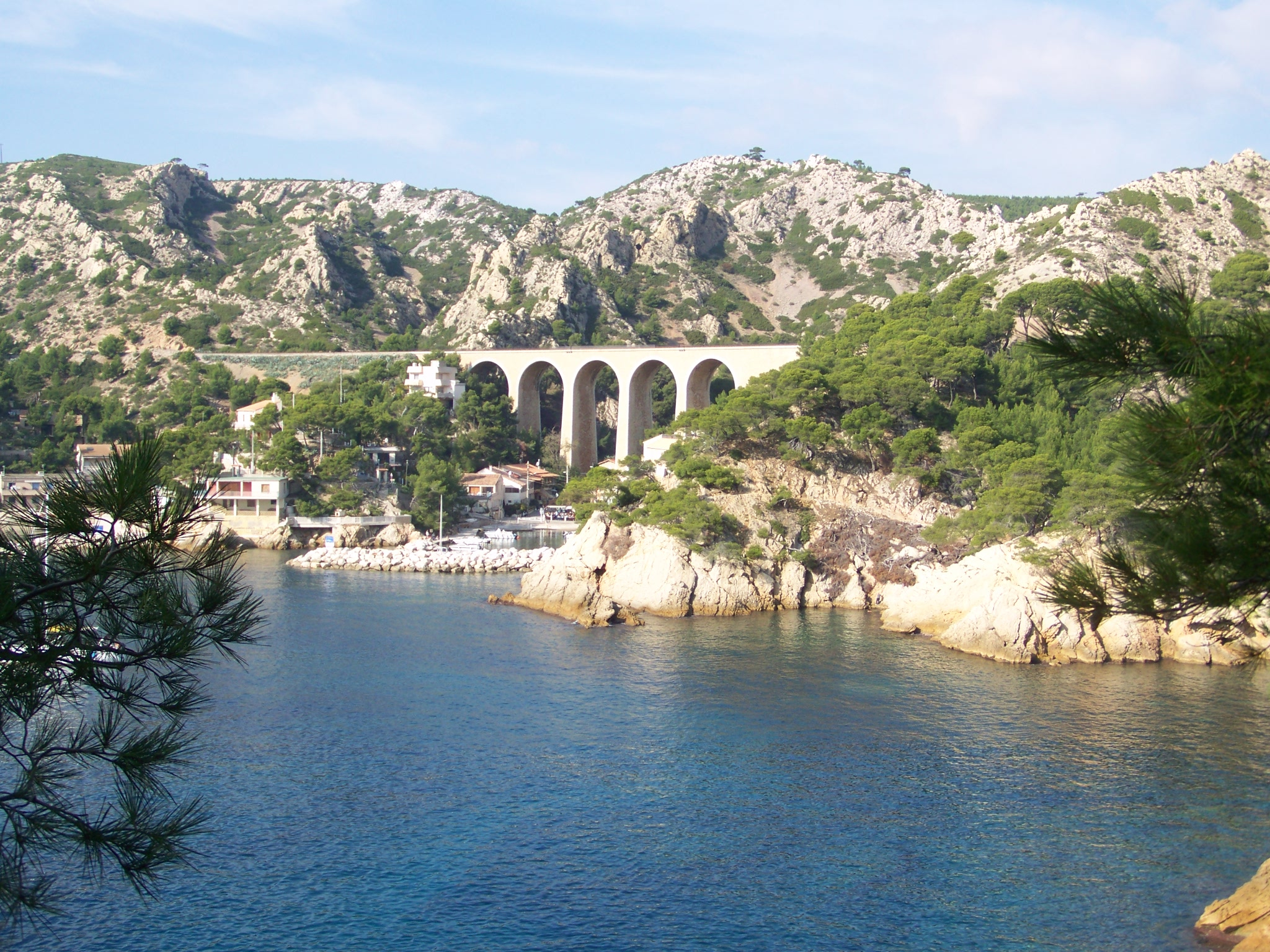
Vue du côté de Méjean
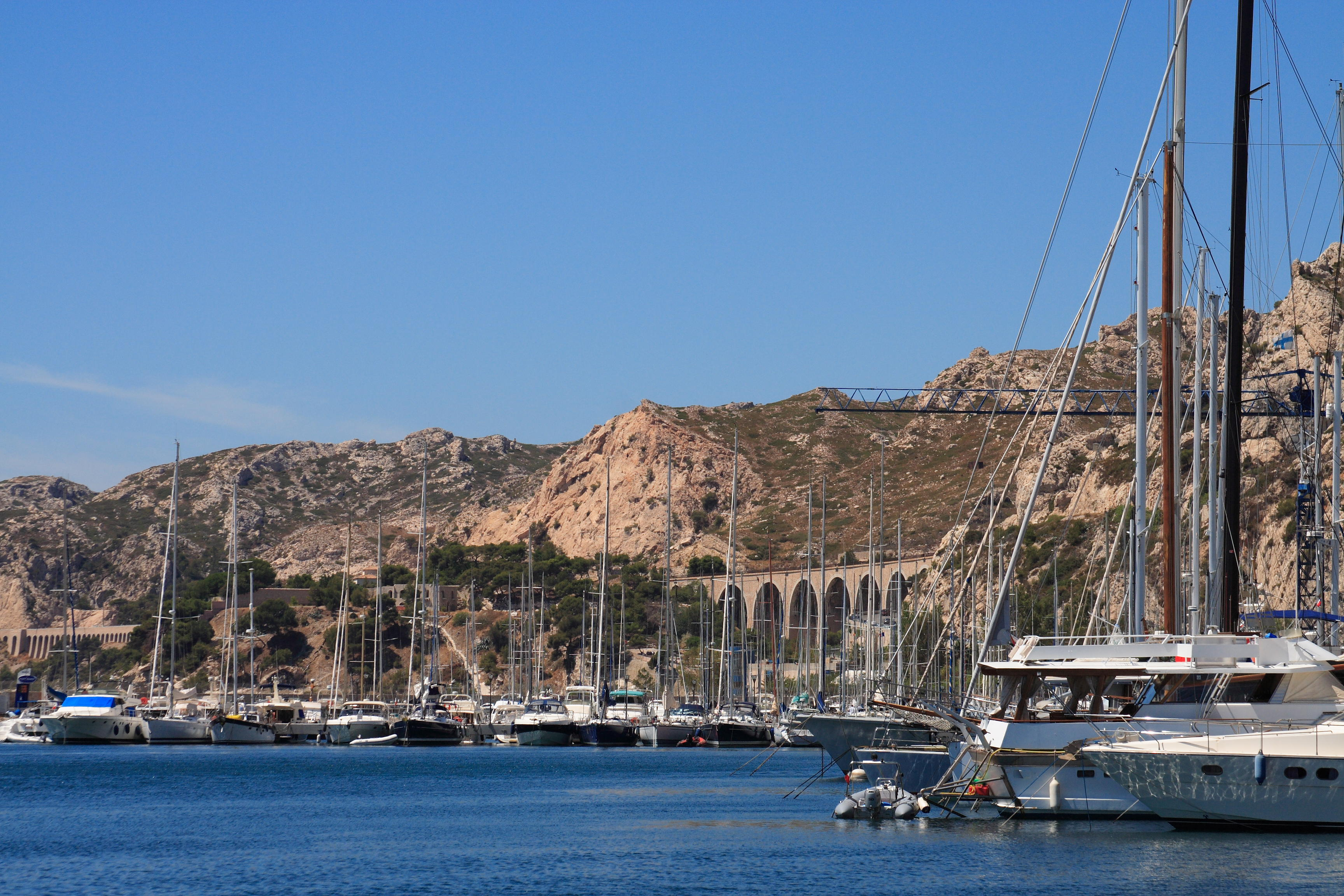
Vue depuis le port de La Lave à L'Estaque
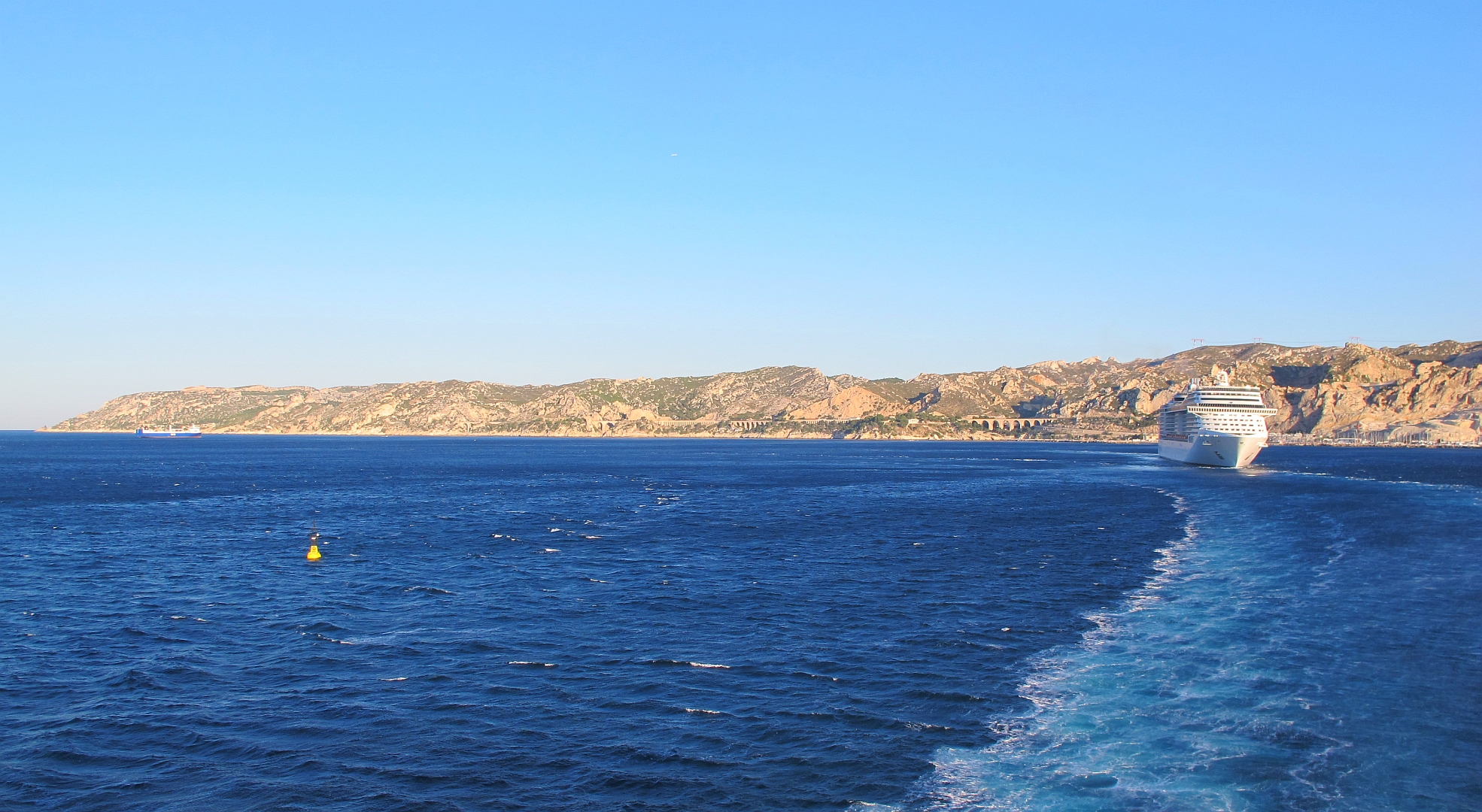
Vue de la chaîne de l'Estaque depuis la mer.

## Histoire
La recherche archéologique a été marquée dans la région par Max Escalon de Fonton, et plus récemment d'autres chercheurs dont Jean Courtin, Charles Lagrand, Henry de Lumley etc. dans les années 1970 à 1990. D'autres ont pris la relève depuis.
Depuis son apparition dans la région l'homme a laissé des indices de son passage au cours des périodes suivantes :
- 160 000 ans à 1,8 million d'années : pas de traces sur le massif, mais on note des traces de foyers et un ancêtre (Bau de l'Aubesier) au nord dans le Vaucluse et à l'est.
- -160 000 à -27 000 ans : Néandertal laisse des traces dans les mêmes régions.
- -27 000 à -17 000 ans : chasseurs cueilleurs. Habitat paléolithique sur les flancs de collines jouxtant les Riaux, au-dessus de l'Estaque. Les hommes sont artistes à la grotte Cosquer à 20 km du massif, la mer s'est retirée à 20 km des cotes actuelles dans un paysage de fjords.
- -17 000 à -5 700 ans : occupation de falaises et de grottes le long des Riaux  (Paléolithique et plus exactement le Magdalénien, soit entre 17 000 et 10 000 ans av. J.-C.). Le site de Châteauneuf les Martigues donne son nom au Castelnovien (Mésolithique) dans la période finale caractérisé par le passage direct du Mésolithique au Néolithique. Ce passage direct se fait grâce à l'influence du cardial (céréales cultivées, animaux domestiques et poterie) au contact de néolithiques venus de l'extérieur.
- 5700 à 3500 av. J.-C.  : agriculture à Châteauneuf-les-Martigues, cardial, Castelnovien, Chasséen, Néolithique aux Riaux (grotte crispine)
- 3500 à 2200 av. J.-C. : sites de Saint-Pierre, Ponteau (Tumulus) et La Gacharelle[4]. Site de La Couronne, couronnien, puis campaniforme.
- 2200 à 750 av. J.-C. : âge du bronze. Camp de Laure, village de Martigues, muraille du Collet Redon
- 800 av. J.-C. : âge du fer. La région est occupée par des tribus Celto-ligures, des Salyens qui fédèrent plusieurs tribus dont ici des Anatilii (au-delà de Martigues), des Avaticii en deçà et sur une grande partie de la chaîne (des Kainicatii vers l'Estaque selon[5]) ou même peut être des Cénomans dont l'aire est imprécise. La fondation de Marseille intervient vers 600 av. J.-C., à l'extrémité est de la chaîne alors que les premiers peuplements par les Phocéens auraient débuté vers -800 à Martigues. Le nom même de ligures aurait été donné par les grecs : Λιγυες Ligues' ou Lygies (« haut perché »)[6]. Cette période est riche en sites et en oppida et en évènements : lieux de vie, lieux de pêche, carrières, constructions, destructions. Ces dernières sont liées entre elles ou à la présence de la cité phocéenne puis au passage des troupes romaines. Les relations sont nombreuses et fructueuses mais tendues entre ces trois pôles, les Phocéens cherchant finalement la protection des Romains par des alliances contre ces Ligures qui les avaient accueillis mais se montrent inquiets de leur expansionnisme.
- 600 av. J.-C. : L'Arquet.
- 500 av. J.-C. : oppidum des tamaris.
- 300 av. J.-C. : oppidum de la Cloche, de Teste-Nègre et du Verduron second âge du fer (la tene), détruits tous les trois de façon violente mais indépendante juste avant notre ère soit par les armées de césar, soit lors d'une reprise en main par la cité massaliote.

Les oppida ont été nombreux dans la région : de Saint-Blaise à l'ouest aux nombreux oppida de la région aixoise et en particulier de l'Étoile (Mayans, Baou Roux, Mimet, Saint-Marcel, etc.)